# 游剣江湖
游剣江湖（ゆうけんこうこ、繁体字: 遊劍江湖、簡体字: 游剑江湖、拼音: Yóujiàn jiānghú）は、2006年の中国のテレビドラマ。原作は梁羽生が1969年に発表した同名の武俠小説（日本語訳未出版）。

## あらすじ
呂家に代々伝わる刀法“快刀”。その全てを体得した孟元超（もう・げんちょう）は、師・呂寿琨（りょ・じゅこん）の言葉に従い、威武鏢局の雲在山（うん・ざいさん）を訪ねる。しかし、在山は10年も前に亡くなっていた。その死を知らず、門前払いを食わされる元超。塀を乗り越え邸内へ入り込んだ彼は、怪しい侵入者と勘違いされ、在山の娘・紫蘿（しら）に手荒い歓迎を受けるのだった。誤解が解けた元超は、在山の妻の計らいにより、鏢局の用心棒として雇われることに。そんななか、威武鏢局に風変わりな仕事の依頼が舞い込む。花嫁を嫁ぎ先まで護衛せよというのだ。花嫁を付け狙う俠客の手並みは鮮やかで、相当の使い手らしかった。元超は、嫁入りの列が待ち伏せされる危険があることを警告するが、紫蘿は耳を貸そうともしない。そこへ現れた黒装束の俠客は、元超らに手出しする暇さえ与えず、花嫁をさらい…。

## キャスト
- チェン・ロン（陳龍）
- ソニア・クオック（郭羨妮）
- ケニー・ホー（何家勁）
- タミー・チェン（陳怡蓉）
- リー・チェン（李倩）
- サニー・チャン（陳錦鴻）
- リー・ジエンチュン(李建群)
- リー・ティンチャン（李天翔）

## スタッフ
- 原作：梁羽生
- 監督：リウ・シャオピン（劉小平）
- 脚本：シー・ジエ(石潔)、ジャン・ウェンウー(張文武)
- 攝影：ジャン・ジャンチュエン(張占全)、ジョン・チェン(鐘成)
- 音楽：ジョウ・スーシェン(周思賢)
- 衣装デザイン：ジョン・ジアニー(鐘佳妮)

## 日本語版ソフト
2009年1月にDVDがMAXAMより発売。